# 張子堅
張子堅（英文：Isaac Chong，1986年10月5日—）是香港流行歌曲作曲人、編曲人，偶爾擔任音樂監製。

## 作品

### 2012年
- 蔡卓妍 － 盛女怕作戰（編）
- Gin Lee － 好姊妹 （編）

### 2013年
- Gin Lee － 玫瑰的故事（編）
- Gin Lee － 如果牆會說話（編）
- 李克勤 － 紙牌屋（編）
- 李克勤 － 生活大爆炸（編）
- 周柏豪 － 放過自己（編）
- 张学友、陳奕迅 － 同舟之情 （編）
- 梁雨恩 － 我的魔術師（編）
- 蔡卓妍 － 聰明笨伯（編）
- 蔡卓妍 － 受寵若驚（編）

### 2014年
- C AllStar － 家書（曲）
- 吳雨霏 － 留不低（編）
- 吳雨霏 － 弄潮兒（編）
- 吳雨霏 － 偶然（編）
- 李克勤 － 無朋友（編）
- 李克勤 － 屋企（編）
- 張智霖 － 義氣仔女（編）
- 許志安 － 新天地（編）
- 楊千嬅 － 好不容易遇見愛（曲、編）
- 葉佩雯 － 假使一天能重遇你（編）
- 鄭希怡 － 花球寄語（編）
- 鄭希怡 － 花與嫁紗（編）
- 鄭俊弘 － 無名氏（編）
- 蘇永康 － 每日一初戀（編）

### 2015年
- 許廷鏗 - 阿樂（編）
- 陳奕迅 - 無條件（編）
- 陳奕迅 - 心燒（編）
- 陳奕迅 - 異夢（編）（《無條件》同曲異詞作品）
- 楊千嬅 - 愛在旁若無人的太空（編）

### 2016年
- Gin Lee - 雙雙（編）
- 林宥嘉 - 壞與更壞（編）
- 梁詠琪 - 紅棉路上（編）
- 許靖韻 - 紫比藍更冷（編）
- 劉浩龍 - 第三條跑道（編）
- 鄭俊弘 - 驚（編）
- 應昌佑 - 過來人（編）

### 2017年
- Catherine Wong - 音樂大童（編）
- I Love You Boyz - AKB友達（編）
- Robynn & Kendy - 急救中（編）
- Robynn & Kendy - 無敵（編）
- 石詠莉 - 再見一面（編）
- 側　田 - 不經不覺（編）
- 顏卓靈 - 閃光（曲）

### 2018年
- Gin Lee - 很堅強（編）
- Gin Lee - 抱夢而活（編）
- U記仝人 - 我做你（編）
- U記歌手 - 你做我（編）

### 2019年
- 吳業坤 - 小句號（編、監）
- 林晴恩 - 忍眼淚（編）
- 毓麟 - 二人一世界（編、監）
- 毓麟 - Never Mind（編）
- 梁詠琪 - 平安夜（編）
- 陳凱彤 - 冷處理（編）
- 陳逸璇 - 短暫的新分（編）

### 2020年
- Eric Kwok - Ripboy（編）
- 吳業坤 - 玩具成熟時（編、監）
- 毓麟 - 日出彩虹（編）
- 毓麟 - 視像見（編）
- 梁詠琪 - 100層樓的家（編）
- 許靖韻 - 別為我好（編）
- 許靖韻 - 代罪羔羊（編）
- 許靖韻、林奕匡 - 別為我好（我未夠好版）（編）

### 2021年
- Gin Lee Feat. 張學友 - 日出時讓街燈安睡（編）
- 吳若希 - 火和火柴（編）
- 毓麟、戴祖儀 - 我們再不講再見（編）
- 張學友 - 堅持的意義（編）[1]
- 許靖韻 - 情歌之後（編）
- 曾比特 - 我不如（編）
- 曾比特 - 我不是邱比特（編）

### 2022年
- 側　田 - 男人老狗（編）
- 許志安 - 人與人之間（編）
- 許靖韻 - 我喜歡的你（編）
- 曾比特 - 新年快樂（編）
- 曾比特 - 重見（編）
- 楊千嬅 - 還有事情可慶祝（編）

### 2023年
- SPIRAL - SPIRAL（監）
- 炎明熹 - 今生今世（編）

### 2024年
- 謝君豪、何啟華、魏浚笙、梁仲恆、林家熙、黃愷傑 - 一世隊友（Punk版）（曲、編、監）（編）

### 2025年
- 林宥嘉 - 歌迷（編、監）

## 外部連結
- 張子堅 Official Web Site （页面存档备份，存于）
- 張子堅 Youtube Published Worked （页面存档备份，存于）